# Léo Houziaux
Léo Houziaux, född 23 mars 1932, är en belgisk astronom.
Minor Planet Center listar honom som L. Houziaux och som upptäckare av 3 asteroider. Alla tillsammans med landsmannen Henri Debehogne.
Asteroiden 24945 Houziaux är uppkallad efter honom.

## Asteroider upptäckta av Léo Houziaux
| 4782 Gembloux [A]                           | 14 oktober 1980   |
| 1980 RX1 [A]                                | 15 september 1980 |
| 10271 Dymond [A]                            | 14 oktober 1980   |
| Upptäckt tillsammans med: A Henri Debehogne |                   |